# La Malahá
La Malahá er en by og kommune i det sydøstlige Spanien i provinsen Granada. Den har et indbyggertal på 1.872 (2024) indbyggere.